# Cafe (film)
Cafe è un film del 2010 diretto da Marc Erlbaum.

## Trama
Un gruppo di residenti a Filadelfia frequenta la solita caffetteria, dove si incrociano le loro storie.